# Rechtsbankrott
Unter Rechtsbankrott (auch: Bankrott des Rechts) wird der Bankrott (Zahlungsunfähigkeit) des Staates (auch: Staatsbankrott) oder der Bankrott des Rechtssystems oder auch (nur) der Rechtsprechung eines Staates verstanden. Ob und wann ein Rechtsbankrott in den zwei zuletzt genannten Fällen eintritt, welche Voraussetzungen dafür erforderlich sind, kann und wird grundsätzlich in vielen Fällen dabei nicht definiert.

## Definition
Als Bankrott wird umgangssprachlich die Insolvenz und insbesondere die Zahlungsunfähigkeit (auch: Pleite) eines Schuldners verstanden. Gerhard Köbler hat den Begriff Rechtsbankrott im Sinne eines Bankrott des Rechtssystems wie folgt definiert: „Rechtsbankrott ist das Unvermögen einer Rechtsordnung, den Rechtsunterworfenen Recht zu verschaffen. Eine Einrichtung, insbesondere eine Rechtseinrichtung offenbart beispielsweise Rechtsbankrott, wenn sie Lügner an die Spitze gelangen lässt, Schmierer zu Schriftführern macht, Betrüger zu Kassierern, Fälscher zu Protokollanten, Hochstapler zu Beisitzern und Erpresser zur Rechtsaufsicht. Eine Besserung verspricht unter solchen Umständen allein die vollständige Rückkehr zu allgemein anerkannten Werten (z. B. Wahrheit, Freiheit) und Rechtsgrundsätzen (z. B. pacta sunt servanda, Willkürverbot, Wettbewerb usw.)“.
Theodor Lessing hat in Zusammenhang mit der Besprechung eines Urteils des Reichsgerichts zu Lasten der jüdischen Gemeinde in Halle an der Saale die Argumentation im Hinblick auf Lärmemissionen aus einer Böttcherei über dem „Maß des Erträglichen und Gemeinüblichen“ als „verschleierten Rechtsbankrott“ bezeichnet, den Begriff selbst jedoch nicht weiter definiert, den Begriff jedoch im Sinne von Bankrott der Rechtsprechung gemeint.
Der Begriff Rechtsbankrott im Sinne einer Zerstörung der gesamten staatlichen Strukturen, dem sodann der Nationalbankrott folge, wird in einem Aufsatz „Die repräsentative Familie“ in Eos, Münchner Blätter für Literatur und Kunst vom 28. Jänner 1829 verwendet.

## Verwendung
Der Begriff Rechtsbankrott wird auch in einer großen Zahl von Fällen in Verbindung mit Verschwörungstheorien gebraucht und auch in Fällen, in denen sich Einzelne gegenüber dem Staat in einer bestimmten Rechtssache gröblich benachteiligt fühlen. Dabei wird teilweise die Definition von Köbler als wissenschaftliche Grundlage und Begründung für die eigene Sichtweise herangezogen.